# Saguinus labiatus
Il tamarino dal ventre rosso o tamarino labiato (Saguinus labiatus E. Géoffroy, 1812) è un primate platirrino della famiglia dei Callitricidi.

## Distribuzione
Con tre sottospecie (Saguinus labiatus labiatus, Saguinus labiatus rufiventer e Saguinus labiatus thomasi) questo animale abita le aree di foresta pluviale primaria e secondaria periodicamente inondata del bacino amazzonico, perlopiù nella zona di confine fra Perù e Brasile.

## Descrizione

### Dimensioni
Misura fino a 70 cm di lunghezza, di cui più della metà spettano alla coda (più lunga del corpo di almeno 10 cm), per un peso di circa mezzo chilo.

### Aspetto
Il pelo è nero sulla testa e la parte ventrale del corpo: il petto, il ventre e la parte interna delle zampe sono invece color rosso-ruggine (da cui il nome comune), mentre attorno alla bocca il pelo è bianco (caratteristica dalla quale deriva invece il nome scientifico della specie). Il pelo può essere bianco anche attorno alle orecchie, così come sparsi peli bianchi possono essere presenti sul quarto posteriore. La coda e le zampe posteriori presentano sfumature grigiastre.

Le mani sono prive di pollici opponibili: il pollice, tuttavia, si differenzia ugualmente dalle altre dita perché dotato di unghia larga ed appiattita, anziché di unghie appuntite a guisa di artiglio.

## Biologia
Si tratta di animali diurni ed arboricoli, che vivono in gruppi. Molto caute e guardinghe, queste scimmiette hanno sviluppato una serie di accorgimenti per ridurre al minimo il tasso di perdite a causa della predazione: scelgono con cura i propri rifugi per la notte, che devono consistere in cavità con più fori d'uscita, inoltre tendono a cambiare spesso rifugio ed a ritirarsi per dormire prima del tramonto, in modo tale da non farsi intercettare da eventuali predatori notturni nei paraggi. Inoltre, lasciano sempre delle sentinelle mentre si cibano o si muovono, le quali avvertono il gruppo dell'imminenza di una minaccia tramite una varietà di vocalizzazioni diverse, a seconda della fonte di pericolo.

### Alimentazione
Si nutrono ai livelli più bassi della volta forestale, senza tuttavia scendere quasi mai a terra: mangiano frutta matura, nettare ed insetti, che catturano avvicinandosi di soppiatto e finendoli con un balzo fulmineo ed un morso alla testa.

### Riproduzione
La stagione riproduttiva va da ottobre a dicembre: la femmina dominante (che è anche l'unica a potersi riprodurre), al termine di una gestazione di circa cinque mesi, dà alla luce due gemelli, che vengono accuditi dall'intero gruppo.

I cuccioli vengono svezzati attorno al terzo mese d'età e raggiungono la maturità sessuale attorno all'anno e mezzo di vita.